# Werner Naumann
Werner Naumann (* 16. Juni 1909 in Guhrau, Schlesien; † 25. Oktober 1982 in Lüdenscheid) war ein deutscher Volkswirt sowie Nationalsozialist, SS-Brigadeführer, Staatssekretär im Reichsministerium für Volksaufklärung und Propaganda und zuvor persönlicher Referent von Joseph Goebbels. Naumann war 1953 maßgeblich an einer Verschwörung beteiligt, bei der eine Gruppe ehemaliger NS-Funktionäre den nordrhein-westfälischen Landesverband der FDP zu unterwandern versuchte.

## Frühe Jahre
Werner Naumann war der Sohn des Amtsgerichtsrats Max Naumann und dessen Ehefrau Margarete, geborene Schuberth. Nach dem Gymnasialbesuch in Görlitz absolvierte er ab 1929 ein Studium der Rechts- und Staatswissenschaften in Berlin, Genf und Breslau. In Breslau wurde er 1936 mit einer Arbeit über Probleme der Einkommenspolitik zum Dr. rer. nat. promoviert und anschließend Oberassistent an der Universität Breslau. Er arbeitete an einer Schrift über Wirtschaftslenkung durch Menschenführung zwecks Habilitation um sich einer wissenschaftlichen Laufbahn zu widmen, gab dieses Vorhaben aber zugunsten einer NS-Karriere auf. In Breslau heiratete er 1937 Ursula Becker. 

## Nationalsozialistische Karriere
Naumann begann sich früh nationalsozialistisch zu betätigen und trat zum 1. September 1928 in die NSDAP (Mitgliedsnummer 101.399) und im selben Jahr in die SA ein. In der SA erreichte er bis 1934 den Rang eines SA-Oberführers. Während der Röhm-Affäre stand er unter dem Schutz Heinrich Himmlers. Zunächst wurde er zwar aus der NSDAP ausgeschlossen, 1937 jedoch rehabilitiert. In Breslau übernahm er 1937 die Leitung des örtlichen Reichspropagandaamtes. Mit der Organisation eines „Sängerfestes“ fiel er Goebbels auf, wurde von ihm nach Berlin geholt und Anfang Januar 1938 nach Beförderung zum Ministerialdirektor zu Goebbels’ persönlichem Referenten ernannt.
Mit Beginn des Zweiten Weltkriegs wurde Naumann Unteroffizier bei der Luftwaffe und später zum Leutnant befördert. Er wechselte im Frühjahr 1940 zur Waffen-SS und nahm am Westfeldzug, dem Balkanfeldzug sowie dem Überfall auf die Sowjetunion teil. Nach einer schweren Verwundung kehrte er 1942 in das Propagandaministerium zurück.
1941/42 setzte Goebbels durch Intervention bei Hitler und gegen den Widerstand der Ministerialbürokratie Naumanns Beförderung zum Ministerialdirigenten (Oktober 1941) bzw. Ministerialdirektor (1942) durch. Goebbels ernannte ihn nach dem Ausscheiden von Leopold Gutterer am 22. April 1944 zum geschäftsführenden Staatssekretär im Reichsministerium für Volksaufklärung und Propaganda. Zugleich fungierte Naumann als Sonderbeauftragter für Volkssturmfragen. Außerdem gehörte er zum Freundeskreis Reichsführer SS und tat während des Kriegs mehrfach Militärdienst in der Leibstandarte SS Adolf Hitler. Er wurde 1943 zum SS-Brigadeführer befördert, seinem höchsten erreichten SS-Rang.
Naumann galt als eine der wenigen herausragenden Persönlichkeiten im Propagandaministerium. Mitarbeiter berichteten, dass Naumann es war, der Goebbels in dessen Fanatismus bestärkte. Gleichzeitig sammelte Naumann insgeheim Material, dass Goebbels den Glauben an Hitler und den „Endsieg“ verloren hätte. Er knüpfte Kontakte zu Heinrich Himmler und Martin Bormann in dem Bestreben, Goebbels zu stürzen und zu ersetzen.
Magda Goebbels verliebte sich in Naumann und widmete ihm im letzten Kriegsjahr Liebesgedichte.
In Hitlers politischem Testament wurde Naumann zum Nachfolger Goebbels’ bestimmt. Bis zu Hitlers Suizid hielt er sich im Führerbunker auf und verließ diesen am 2. Mai 1945 zusammen mit Martin Bormann und Artur Axmann. Statt sich jedoch zur geschäftsführenden Reichsregierung unter Großadmiral Karl Dönitz in den Sonderbereich Mürwik zu begeben, tauchte Naumann unter. Zuvor hatte Naumann als Regimentskommandeur das Volkssturmregiment Wilhelmplatz I befehligt, in dem die Mitarbeiter des Propagandaministeriums zum Dienst eingezogen wurden.

## Nach dem Krieg
Von 1945 bis 1949 lebte Naumann unerkannt unter falschem Namen in Süddeutschland. Eine Gesellenprüfung als Maurer schloss er mit Bestnote ab. 1950 meldete er sich unter seinem richtigen Namen in Tübingen an, wobei er angab, zuvor mit dem französischen Auslandsgeheimdienst Deuxième Bureau zusammengearbeitet zu haben. Im gleichen Jahr trat er in die Düsseldorfer Import-Export-Firma Cominbel (deutsch-belgisch) ein, deren Inhaber Herbert Lucht früher Leiter der Außenstelle Wehrmachtpropaganda in Paris gewesen war. Er wohnte in der Villa Luchts, dessen Telefon im Rahmen der Naumann-Affäre abgehört wurde. Lucht gehörte zum „nationalsozialistischen Netzwerk“ in der FDP. Um Naumann formierte sich der so genannte Düsseldorfer Kreis, zu dem unter anderen der ehemalige Organisator der Einsatzgruppen und Vertreter Heydrichs, Werner Best, gezählt wurde.
Am 15. Januar 1953 gab die britische Besatzungsmacht bekannt, eine Verschwörung ehemals führender NS-Funktionäre aufgedeckt und die Rädelsführer verhaftet zu haben. Die Gruppe um Naumann („Gauleiter-Kreis“ oder Naumann-Kreis) hatte den nordrhein-westfälischen Landesverband der FDP unterwandert und war in einflussreiche Positionen gelangt. Dem Historiker Ulrich Herbert zufolge ging es den beteiligten Personen dabei um eine „Rehabilitierung des Nationalsozialismus im allgemeinen“ und „der eigenen Person im besonderen“. Zu den politischen Vorstellungen habe aber auch die Wiedererrichtung eines autoritären Machtstaates gehört. Am 1. August 1953 wurde Naumann aus der Untersuchungshaft entlassen. Zuvor hatte der 2. Ferienstrafsenat des Bundesgerichtshofes das Verfahren gegen die Beschuldigten eingestellt.
Zum Netzwerk um Naumann zählten zahlreiche ehemalige NS-Funktionäre, wie der ehemalige Leiter der Rundfunkabteilung im Reichspropagandaministerium, Hans Fritzsche, der frühere Leiter des Referats Antikomintern, Eberhard Taubert, der SS-Oberstgruppenführer Paul Hausser, der ehemalige HJ-Gebietsführer Horst Huisgen, der ehemalige HJ-Gebietsführer und Gaukulturreferent im Gau Köln-Aachen Dr. Friedrich-Karl Bornemann, zeitweilig Landesgeschäftsführer der FDP, der ehemalige Referatsleiter Rundfunk im Propagandaministerium, Wolfgang Diewerge, sowie Ernst Achenbach, der als Attaché der Botschaft in Paris an den Judendeportationen beteiligt war.
Bei diesem Unterfangen scheiterte Naumann ebenso wie bei seiner folgenden Spitzenkandidatur für die rechtsextreme Deutsche Reichspartei in Niedersachsen zur Bundestagswahl 1953. Um seine Wahl zu verhindern, wurde er in einem beschleunigten Entnazifizierungsverfahren als belastet (Gruppe II) eingestuft, wodurch ihm das aktive und passive Wahlrecht entzogen wurde. Später wurde er durch den Industriellen und Stiefsohn von Goebbels, Harald Quandt, als Direktor der Busch-Jaeger Metallwerk GmbH Lüdenscheid eingestellt. Dort ging er 1974 in den Ruhestand und betätigte sich zurückgezogen als Landwirt. Ende Oktober 1982 starb er an Herzversagen.